# Esqui alpino nos Jogos Paralímpicos de Inverno de 2018 - Slalom gigante masculino
As provas de slalom gigante masculino do esqui alpino nos Jogos Paralímpicos de Inverno de 2018 foram disputadas no Centro Alpino Jeongseon, localizado em Bukpyeong-myeon, Jeongseon, em 14 de março.

## Medalhistas
| Medalha | Atletas sentados    | Atletas em pé      | Deficientes visuais                             |
| ------- | ------------------- | ------------------ | ----------------------------------------------- |
| Ouro    | NOR Jesper Pedersen | SUI Theo Gmür      | ITA Giacomo Bertagnolli / Fabrizio Casal (guia) |
| Prata   | USA Tyler Walker    | NPA Alexey Bugaev  | SVK Jakub Krako / Branislav Brozman (guia)      |
| Bronze  | POL Igor Sikorski   | CAN Alexis Guimond | CAN Mac Marcoux / Jack Leitch (guia)            |

## Resultados

### Atletas sentados
| Pos. | Bib | Atleta                                | 1ª descida | Pos. | 2º descida | Pos. | Total   | Diferença |
| ---- | --- | ------------------------------------- | ---------- | ---- | ---------- | ---- | ------- | --------- |
| 01 ! | 67  | NOR Jesper Pedersen                   | 1:07.48    | 2    | 1:05.97    | 1    | 2:13.45 | —         |
| 02 ! | 65  | USA Tyler Walker                      | 1:06.30    | 1    | 1:07.49    | 3    | 2:13.79 | +0.34     |
| 03 ! | 66  | POL Igor Sikorski                     | 1:08.69    | 3    | 1:07.21    | 2    | 2:15.90 | +2.45     |
| 4    | 64  | JPN Takeshi Suzuki                    | 1:09.90    | 6    | 1:07.90    | 5    | 2:17.80 | +4.35     |
| 5    | 76  | JPN Akira Kano                        | 1:09.28    | 4    | 1:08.84    | 8    | 2:18.12 | +4.67     |
| 6    | 75  | SUI Christoph Kunz                    | 1:10.40    | 8    | 1:07.76    | 4    | 2:18.16 | +4.71     |
| 7    | 69  | AUT Roman Rabl                        | 1:10.32    | 7    | 1:08.60    | 7    | 2:18.92 | +5.47     |
| 8    | 77  | ITA Renè De Silvestro                 | 1:10.56    | 9    | 1:08.55    | 6    | 2:19.11 | +5.66     |
| 9    | 62  | AUT Markus Gfatterhofer               | 1:10.75    | 11   | 1:09.03    | 9    | 2:19.78 | +6.33     |
| 10   | 71  | NZL Corey Peters                      | 1:11.07    | 12   | 1:09.16    | 10   | 2:20.23 | +6.78     |
| 11   | 78  | KOR Han Sang-min                      | 1:10.73    | 10   | 1:10.58    | 12   | 2:21.31 | +7.86     |
| 12   | 82  | CAN Kurt Oatway                       | 1:12.56    | 16   | 1:09.85    | 11   | 2:22.41 | +8.96     |
| 13   | 79  | JPN Kenji Natsume                     | 1:11.45    | 14   | 1:11.78    | 15   | 2:23.23 | +9.78     |
| 14   | 88  | CAN Alex Cairns                       | 1:12.45    | 15   | 1:11.07    | 14   | 2:23.52 | +10.07    |
| 15   | 91  | CRO Dino Sokolović                    | 1:12.99    | 17   | 1:13.10    | 17   | 2:26.09 | +12.64    |
| 16   | 81  | SUI Murat Pelit                       | 1:13.73    | 19   | 1:14.22    | 18   | 2:27.95 | +14.50    |
| 17   | 97  | AUS Sam Tait                          | 1:17.36    | 24   | 1:10.92    | 13   | 2:28.28 | +14.83    |
| 18   | 89  | AUS Mark Soyer                        | 1:16.95    | 22   | 1:12.99    | 16   | 2:29.94 | +16.49    |
| 19   | 87  | AUT Simon Wallner                     | 1:16.02    | 21   | 1:14.49    | 19   | 2:30.51 | +17.06    |
| —    | 68  | USA Jasmin Bambur                     | 1:13.52    | 18   | DNF        | —    | —       | —         |
| —    | 80  | FRA Frédéric François                 | 1:11.19    | 13   | DNF        | —    | —       | —         |
| —    | 84  | CHI Nicolas Bisquertt Hudson          | 1:09.75    | 5    | DNF        | —    | —       | —         |
| —    | 85  | USA Stephen Lawler                    | 1:17.20    | 23   | DNF        | —    | —       | —         |
| —    | 86  | KOR Lee Chi-won                       | 1:14.21    | 20   | DNF        | —    | —       | —         |
| —    | 96  | CHI Diego Primero Seguel Moreno       | 1:23.69    | 25   | DNF        | —    | —       | —         |
| —    | 61  | JPN Taiki Morii                       | DNF        | —    | —          | —    | —       | —         |
| —    | 63  | JPN Josh Elliott                      | DNF        | —    | —          | —    | —       | —         |
| —    | 70  | GER Georg Kreiter                     | DNF        | —    | —          | —    | —       | —         |
| —    | 73  | NED Niels de Langen                   | DNF        | —    | —          | —    | —       | —         |
| —    | 74  | USA Andrew Kurka                      | DNF        | —    | —          | —    | —       | —         |
| —    | 83  | FRA Yohann Taberlet                   | DNF        | —    | —          | —    | —       | —         |
| —    | 90  | ARG Enrique Plantey                   | DNF        | —    | —          | —    | —       | —         |
| —    | 92  | GER Thomas Nolte                      | DNF        | —    | —          | —    | —       | —         |
| —    | 93  | MEX Arly Aristides Velasquez Penaloza | DNF        | —    | —          | —    | —       | —         |
| —    | 94  | CZE Pavel Bambousek                   | DNF        | —    | —          | —    | —       | —         |
| —    | 95  | SLO Jernej Slivnik                    | DNF        | —    | —          | —    | —       | —         |
| —    | 72  | NED Jeroen Kampschreur                | DSQ        | —    | —          | —    | —       | —         |

### Atletas em pé
| Pos. | Bib | Atleta                       | 1ª descida | Pos. | 2º descida | Pos. | Total   | Diferença |
| ---- | --- | ---------------------------- | ---------- | ---- | ---------- | ---- | ------- | --------- |
| 01 ! | 33  | SUI Theo Gmür                | 1:05.70    | 1    | 1:06.77    | 3    | 2:12.47 | —         |
| 02 ! | 21  | NPA Alexey Bugaev            | 1:06.96    | 3    | 1:06.53    | 2    | 2:13.49 | +1.02     |
| 03 ! | 30  | CAN Alexey Guimond           | 1:08.23    | 6    | 1:05.44    | 1    | 2:13.67 | +1.20     |
| 4    | 31  | SVK Martin France            | 1:07.73    | 4    | 1:07.07    | 4    | 2:14.80 | +2.33     |
| 5    | 27  | AUT Markus Salcher           | 1:08.26    | 7    | 1:07.39    | 5    | 2:15.65 | +3.18     |
| 6    | 20  | FIN Santeri Kiiveri          | 1:08.64    | 8    | 1:07.62    | 7    | 2:16.26 | +3.79     |
| 7    | 24  | USA Thomas Walsh             | 1:08.92    | 9    | 1:07.39    | 5    | 2:16.31 | +3.84     |
| 8    | 29  | AUS Mitchell Gourley         | 1:07.87    | 5    | 1:08.60    | 8    | 2:16.47 | +4.00     |
| 9    | 23  | SUI Thomas Pfyl              | 1:09.81    | 11   | 1:08.65    | 9    | 2:18.46 | +5.99     |
| 10   | 22  | AUT Martin Würz              | 1:10.31    | 15   | 1:09.16    | 10   | 2:19.47 | +7.00     |
| 11   | 25  | GBR James Whitley            | 1:09.81    | 11   | 1:10.00    | 12   | 2:19.81 | +07.34    |
| 12   | 44  | NED Jeffrey Stuut            | 1:11.31    | 18   | 1:09.86    | 11   | 2:21.17 | +8.70     |
| 13   | 16  | CAN Kirk Schornstein         | 1:10.78    | 16   | 1:10.46    | 13   | 2:21.24 | +8.77     |
| 14   | 36  | USA Jamie Stanton            | 1:09.44    | 10   | 1:11.86    | 15   | 2:21.30 | +8.83     |
| 15   | 38  | NPA Alexander Alyabyev       | 1:11.24    | 17   | 1:10.70    | 14   | 2:21.94 | +9.47     |
| 16   | 34  | SWE Aron Lindström           | 1:12.19    | 20   | 1:12.97    | 18   | 2:25.16 | +12.69    |
| 17   | 45  | NPA Alexey Mikushin          | 1:13.05    | 23   | 1:12.37    | 16   | 2:25.42 | +12.95    |
| 18   | 48  | JPN Gakuta Koike             | 1:13.29    | 24   | 1:13.09    | 19   | 2:26.38 | +13.91    |
| 19   | 52  | ITA Davide Bendotti          | 1:14.21    | 25   | 1:12.61    | 17   | 2:26.82 | +14.35    |
| 20   | 56  | ISL Hilmar Örvarsson         | 1:15.03    | 26   | 1:14.79    | 20   | 2:29.82 | +17.35    |
| 21   | 53  | JPN Kohei Takahashi          | 1:15.43    | 28   | 1:16.21    | 22   | 2:31.64 | +19.17    |
| 22   | 55  | CZE Tomáš Vaverka            | 1:15.93    | 32   | 1:15.85    | 21   | 2:31.78 | +19.31    |
| 23   | 42  | AUS Jonty O'Callaghan        | 1:15.64    | 29   | 1:16.58    | 25   | 2:32.22 | +19.75    |
| 24   | 43  | USA Connor Hogan             | 1:15.90    | 31   | 1:16.57    | 24   | 2:32.47 | +20.00    |
| 25   | 51  | USA Spencer Wood             | 1:16.45    | 33   | 1:16.54    | 23   | 2:32.99 | +20.52    |
| 26   | 54  | CZE Miroslav Lidinský        | 1:21.48    | 34   | 1:19.58    | 26   | 2:41.06 | +28.59    |
| 27   | 59  | CRO Lovro Dokić              | 1:23.70    | 35   | 1:24.69    | 27   | 2:48.39 | +35.92    |
| 28   | 57  | CHI Julio Andrés Soto Ugalde | 1:25.94    | 36   | 1:27.81    | 28   | 2:53.75 | +41.28    |
| 29   | 60  | NPA Sergey Alexandrov        | 1:26.16    | 37   | 1:27.87    | 29   | 2:54.03 | +41.56    |
| 30   | 58  | TUR Mehmet Çekiç             | 1:27.18    | 38   | 1:28.56    | 30   | 2:55.74 | +43.27    |
| —    | 26  | FRA Arthur Bauchet           | 1:06.40    | 2    | DNF        | —    | —       | —         |
| —    | 28  | SUI Robin Cuche              | 1:09.99    | 14   | DNF        | —    | —       | —         |
| —    | 32  | JPN Hiraku Misawa            | 1:12.06    | 19   | DNF        | —    | —       | —         |
| —    | 39  | AUT Nico Pajantschitsch      | 1:09.89    | 13   | DNF        | —    | —       | —         |
| —    | 46  | USA Tyler Carter             | 1:15.23    | 27   | DNF        | —    | —       | —         |
| —    | 49  | CHI Santiago Vega            | 1:15.75    | 30   | DNF        | —    | —       | —         |
| —    | 50  | SUI Michael Brügger          | 1:13.01    | 22   | DNF        | —    | —       | —         |
| —    | 35  | CAN Braydon Luscombe         | 1:12.53    | 21   | DNS        | —    | —       | —         |
| —    | 35  | AUT Thomas Grochar           | DNF        | —    | —          | —    | —       | —         |
| —    | 35  | FRA Jordan Broisin           | DNF        | —    | —          | —    | —       | —         |
| —    | 35  | AND Roger Puig Davi          | DNF        | —    | —          | —    | —       | —         |
| —    | 35  | BEL Jasper Balcaen           | DNS        | —    | —          | —    | —       | —         |

### Deficientes visuais
| Pos. | Bib | Atleta                                              | País                             | 1ª descida | Pos. | 2ª descida | Pos. | Total   | Diferença |
| ---- | --- | --------------------------------------------------- | -------------------------------- | ---------- | ---- | ---------- | ---- | ------- | --------- |
| 01 ! | 7   | Giacomo Bertagnolli Guia: Fabrizio Casal            | ITA Itália                       | 1:05.12    | 1    | 1:05.39    | 1    | 2:10.51 | —         |
| 02 ! | 2   | Jakub Krako Guia: Branislav Brozman                 | SVK Eslováquia                   | 1:08.49    | 3    | 1:07.10    | 2    | 2:15.59 | +5.08     |
| 03 ! | 10  | Mac Marcoux Guia: Jack Leitch                       | CAN Canadá                       | 1:09.44    | 4    | 1:08.07    | 3    | 2:17.51 | +7.00     |
| 4    | 11  | Miroslav Haraus Guia: Maroš Hudík                   | SVK Eslováquia                   | 1:08.31    | 2    | 1:09.36    | 5    | 2:17.67 | +7.16     |
| 5    | 8   | Marek Kubačka Guia: Mária Zatovičová                | SVK Eslováquia                   | 1:10.02    | 5    | 1:08.91    | 4    | 2:18.93 | +8.42     |
| 6    | 9   | Valery Redkozubov Guia: Evgeny Geroev               | NPA Atletas Paralímpicos Neutros | 1:10.59    | 7    | 1:09.63    | 6    | 2:20.22 | +9.71     |
| 7    | 10  | Jon Santacana Maiztegui Guia: Miguel Galindo Garcés | ESP Espanha                      | 1:10.43    | 6    | 1:09.91    | 7    | 2:20.34 | +9.83     |
| 8    | 6   | Ivan Frantsev Guia: German Agranovskii              | NPA Atletas Paralímpicos Neutros | 1:11.22    | 8    | 1:10.17    | 8    | 2:21.39 | +10.88    |
| 9    | 4   | Gernot Morgenfurt Guia: Christoph Peter Gmeiner     | AUT Áustria                      | 1:13.38    | 9    | 1:11.99    | 9    | 2:25.37 | +14.86    |
| 10   | 3   | Maciej Krężel Guia: Anna Ograzyńska                 | POL Polônia                      | 1:13.75    | 10   | 1:12.68    | 10   | 2:26.43 | +15.92    |
| 11   | 14  | Patrick Jensen Guia: Lara Falk                      | AUS Austrália                    | 1:16.55    | 11   | 1:15.61    | 12   | 2:32.16 | +21.65    |
| 12   | 17  | Tadeáš Kříž Guia: Radim Nevrlý                      | CZE República Checa              | 1:18.03    | 12   | 1:14.45    | 11   | 2:32.48 | +21.97    |
| 13   | 18  | Hwang Ming-yu Guia: Yu Jea-Hyung                    | KOR Coreia do Sul                | 1:21.23    | 13   | 1:15.85    | 13   | 2:37.08 | +26.57    |
| 14   | 13  | Shaun Pianta Guia: Jeremy O'Sullivan                | AUS Austrália                    | 1:25.97    | 14   | 1:21.88    | 14   | 2:47.85 | +37.34    |
| 15   | 16  | Zsolt Balogh Guia: Bence Bocsi                      | HUN Hungria                      | 1:27.87    | 15   | 1:25.40    | 16   | 2:53.27 | +42.76    |
| 16   | 15  | Damir Mizdrak Guia: Luka Debeljak                   | CRO Croácia                      | 1:30.45    | 16   | 1:24.78    | 15   | 2:55.23 | +44.72    |
| —    | 12  | Patrik Hetmer Guia: Miroslav Máčala                 | CZE República Checa              | DNF        | —    | —          | —    | —       | —         |
| —    | 5   | Kevin Burton Guia: Brandon Ashby                    | USA Estados Unidos               | DSQ        | —    | —          | —    | —       | —         |

Legenda
| Recorde mundial      | Recorde mundial (World record)               |                       | Recorde africano                      | Recorde africano (African) |                                           | Q | Classificado por posição (Qualified) |
| Recorde paralímpico  | Recorde paralímpico (Paralympic record)      | Recorde da América    | Recorde da América (Americas)         | q                          | Classificado por melhor tempo (Qualified) |   |                                      |
| Melhor marca do ano  | Melhor marca do ano (World leading)          | Recorde asiático      | Recorde asiático (Asian)              | DNS                        | Não largou (Did not start)                |   |                                      |
| Recorde nacional     | Recorde nacional (National record)           | Recorde europeu       | Recorde europeu (European)            | DNF                        | Não terminou (Did not finish)             |   |                                      |
| Recorde pessoal      | Recorde pessoal do atleta (Personal best)    | Recorde da Oceania    | Recorde da Oceania (Oceania)          | DSQ / DQ                   | Desclassificado (Disqualified)            |   |                                      |
| Recorde da temporada | Recorde da temporada do atleta (Season best) | Recorde sul-americano | Recorde sul-americano (South America) | NM                         | Sem marca (No mark)                       |   |                                      |